# Le Sang des héros
Série
Mad Max : Au-delà du dôme du tonnerre (1985)
Pour plus de détails, voir Fiche technique et Distribution.
Le Sang des héros (The Blood of Heroes) est un film américano-australien réalisé par David Webb Peoples, sorti en 1989. C'est un hors-série de la saga Mad Max.

## Synopsis
Dans un futur dystopique non défini, le chaos règne sur le monde, un jeu ultra violent a fait son apparition : deux équipes s'affrontent pour empaler un crâne de chien sur une pique. Tous les coups sont permis. La récompense ultime pour tous les joueurs est de se faire remarquer par la Ligue.

## Fiche technique
- Titre : Le Sang des héros
- Titre original : The Blood of Heroes
- Réalisation : David Webb Peoples
- Scénario : David Webb Peoples
- Production : Brian Rosen et Charles Roven
- Société de production : Kings Road Entertainment
- Budget : 10 millions de dollars australiens (5,89 millions d'euros)
- Musique : Todd Boekelheide
- Photographie : David Eggby
- Montage : Richard Francis-Bruce
- Décors : John Stoddart
- Costumes : Terry Ryan
- Pays d'origine : Australie, États-Unis
- Format : Couleurs - 1,85:1 - Stéréo - 35 mm
- Genre : Action, science-fiction
- Durée : 90 minutes
- Dates de sortie : octobre 1989 (Australie), 23 février 1990 (États-Unis)

## Distribution
- Rutger Hauer : Sallow
- Joan Chen : Kidda
- Vincent D'Onofrio  (VF : Antoine Tomé)  : Gar
- Delroy Lindo : Mbulu
- Gandhi MacIntyre : Gandhi
- Anna Katarina : Big Cimber
- Max Fairchild : Gonzo
- Hugh Keays-Byrne  (VF : William Sabatier)  : Lord Vlle " Toecutter "
- Justin Monjo : le maître-chien
- Aaron Martin : Samchin Boy
- Casey Huang : le père de Kidda
- Quang Dinh : Samchin Head Elder
- John Doumtsis : le chronométreur
- Cecilia Wong : la mère de Kidda
- Lia Francisa : Mara
- Richard Norton : Bone

## Autour du film
- Le tournage s'est déroulé d'août à septembre 1988 à Coober Pedy, en Australie-Méridionale.
- Le sport créé pour le film donna par la suite naissance à un véritable sport, le Jugger[1], dont il existe des ligues en Allemagne, en Australie, au Danemark ou au Costa Rica.